# Коридорас-пігмей
Коридорас-пігмей (Corydoras pygmaeus) — вид сомоподібних риб з роду Коридорас підродини Corydoradinae родини Панцирні соми. Інші назви «карликовий сомик», «чорнолінійний коридорас». У природі поширений у річках Південної Америки; популярні акваріумні риби.

## Опис
Завдовжки досягає 1,9-3,2 см. Спостерігається статевий диморфізм: самиця трохи більша за самця. У середньому самиця досягає 2,5 см, самець — 2,1 см. Голова відносно невелика. Очі порівняно з головою великі, дещо опуклі. Є 3 пари помітних вусів, тонких. Тулуб стрункий, витончений. Спинний плавець складається з 1 жорсткого і 7 м'яких променів. Грудні плавці добре розвинені. Черевні плавці широкі. Жировий плавець помітний. Анальний плавець видовжено додолу. Хвостовий плавець розрізано, лопаті подовжено.
Забарвлення сірувате, від зеленуватого до жовто-сірого зі сріблястим відливом. Спина сірого кольору. Черево значного світліше, що відливає зеленим. Від кінчика морди до основи хвостового плавця проходить чорна смуга, з боків якої розташовано білі смужки. Від черевних плавців до анального плавця тягнеться чорна смужка. В основі лопаті хвостового плавця є невеличка темна плямочка. Усі плавці прозорі, сіруватих відтінків.

## Спосіб життя
Є демерсальною рибою. Воліє до прісної та чистої води. Зустрічається у повільних, зі слабкою течією, замулених ділянка річок. Переважно тримається дна, в товщу води занурюється, якщо потрібно ковтнути повітря. Утворює косяки до декілька десятків. Часто розміщуються на широкому листі рослин, за що цих риб прозивають горобцями. Вдень ховаються під різними укриттями, зокрема корчами, камінням, уламками. Активні у присмерку та вночі. Живляться дрібними ракоподібними, комахами, червами, детритом.
Статева зрілість настає у 6-8 місяців при розмірі 1,3 см. Зазвичай самці дорослішають раніше за самиць. Під час нересту самиця відкладає спочатку 2-4 яйця у черевні плавці, де їх протягом 30 сек. запліднює самець. Після цього самиця прикріплює ікру до листя або каміння. Загалом таким чином запліднюється та приліплюється до 100 яєць. Кладкою ніхто не опікується.
Тривалість життя 3-4 роки.

## Розповсюдження
Поширено переважний в басейні річки Мадейра (Бразилія), а також у річці Нанай (Перу) та Агуаріко (Еквадор).

## Утримання в акваріумі
Об'єм акваріума від 40 літрів. В оздобленні повинні бути різноманітні укриття (корчі, рослини тощо). Рекомендують тримати зграйкою не менше 4—5 особин. Невибагливі в утриманні. Оптимальними параметрами води є: 22–26 °C, dGH до 15°, pH 6,4—7,4. Потрібна фільтрація води та її регулярна підміна. На відміну від панцирних сомів, любить плавати зграєю через весь акваріум.